# روان‌شناسی فرگشتی فرزندپروری
روان‌شناسی تکاملی فرزندپروری (انگلیسی: Evolutionary psychology of parenting) از نظر تکاملی، فرزندان نسبت به پدران پیوند بیشتری با مادر دارند. زنان به طور جهانی به عنوان مراقبان مستقیم رابطه والد-فرزند شناخته می شوند، در حالی که مردان به عنوان تامین کنندگان منابع مادی در نظر گرفته می شوند یا تنها با موفقیت باروری خود درگیر هستند. زنان دارای غریزه مادرانه برای کمک،  در آغوش گرفتن و سرمایه گذاری روی فرزندان خود هستند. مردان از نظر تکاملی به دلیل عدم اطمینان پدری کمتر سرمایه‌گذاری می‌کنند و به همین دلیل به دنبال شریک جنسی بیشتری هستند و به دنبال افزایش ژن‌های خود در جامعه هستند.